# سقوط المعمورة
سقوط المعمورة هو حدث تاريخي وقع في يومي الأول والثاني من أغسطس عام 1614 بعد أن تمكن الجيش الإسباني تحت قيادة أمير البحر لويس فاجاردو إي تشاكون، نجل الماركيز الثاني في لوس فيليز غراندي ملك إسبانيا وماركيز مولينا من السيطرة على مدينة المعمورة أثناء حكم الدولة السعدية في المغرب.

## الخلفية التاريخية
كانت عملية احتلال مدينة المعمورة المغربية جزءًا من حملة القرصنة التي قامت بها الإمبراطورية الإسبانية على الساحل المغربي، والتي أدت بالفعل إلى الاستيلاء على مدينة العرائش في عام 1610، قبل المفاوضات التي أجراها الهولنديون مع السعديين للاستقرار في الميناء وإضفاء المزيد من سهولة الوصول إلى ميناء مدينة العرائش، وعلى الرغم الهدنة التي كانت لا تزال سارية على مدى اثني عشر عاما بين الإسبان والدولة السعدية في المغرب.

## الاستيلاء على المعمورة
وصل أسطول الحملة الاستكشافية التي أرسلتها الإمبراطورية الإسبانية إلى ميناء مدينة المعمورة في 1 أغسطس عام 1614 حيث عثر الإسبان على أربع سفن حربية هولندية تحت قيادة الأدميرال الهولندي يوهان إيفرسن راسية على الطريق، مما أكد لهم وجود اتصالات بين هولندا والدولة السعدية. وفي اليوم التالي نزل الأسبان وشنوا هجومًا ضاريًا على مدينة المعمورة، وكان جزءًا كبيرًا من الحامية المغربية قد غادر المدينة، لذلك تمكن الإسبان من الاستيلاء على المنطقة بسهولة وبقدر ضئيل من إراقة دماء.

## النتائج
أعيدت تسمية مدينة المعمورة بعد استيلاء الإسبان عليها باسم مدينة سان ميغيل دي ألترامار، وظلت تحت الحكم الإسباني لمدة 67 عامًا حتى تمكن السلطان العلوي إسماعيل المغربي من غزوها في عام 1681.